# Swiss Indoors 1998
Lo Swiss Indoors 1998, noto anche come Davidoff Swiss Indoors per motivi di sponsorizzazione, è stato un torneo di tennis giocato sul cemento indoor.
È stata la 29ª edizione dell'evento e faceva parte delle International Series nell'ambito dell'ATP Tour 1998. Il torneo si è giocato alla St. Jakobshalle di Basilea, in Svizzera, dal 5 all'11 ottobre 1998.

## Campioni

### Singolare
Tim Henman ha battuto in finale  Andre Agassi con il punteggio di 6–4, 6–3, 3–6, 6–4

### Doppio
Olivier Delaître /  Fabrice Santoro hanno battuto in finale  Piet Norval /  Kevin Ullyett con il punteggio di 6–3 7–6(5)